# Robert Andrews Millikan
Robert Andrews Millikan (født 22. marts 1868 i Morrison, Illinois, død 19. december 1953 i San Marino, Californien) var en amerikansk fysiker, der i 1910 som den første målte elektronens elektriske ladning. Dette skete ved, at han studerede virkningen af en elektrisk ladet oliedråbes frie fald i et elektrisk felt og opdagede, at dråbens ladning altid var et helt antal elektriske elementarladninger. Millikan studerede også den fotoelektriske effekt, som Albert Einstein havde opstillet en formel for, og fandt herved værdien af Plancks konstant. At han i sine unge dage blev fysiker skyldtes, at han ved en fejltagelse var blevet bedt om at undervise et semester i fysik på universitetet, hvor han var kommet for at læse græsk; han slog til og blev siden professor.
Millikan modtog i 1923 Nobelprisen i fysik for arbejdet med den elektriske elementarladning samt på den fotoelektriske effekt.